# WinRogue
WinRogue （ウィンローグ）は、1997年に登場したWindows 95対応の3D版ローグ。
発行は（株）アスキーで「WinRogue～イェンダー探求の書」と題されたムック本にCD-ROMが付属していた。
ソフト制作はニホンクリエイト(ムック本の記載は日本クリエイト株式会社)。
3Dダンジョンはテクスチャーマッピングされ、モンスターやアイテム、階段などのオブジェは、ポリゴンで描かれたアルファベットと記号である。
ケストレル（K）は宙に浮き、ファントム（P）は半透明で表現されるなどなかなか凝っており、モンスターの攻撃は、これらアルファベットがアニメーションで変形しながら襲ってくる。
オリジナルのローグと比べると、3D化に伴った斜め移動機能の省略、アイテムの種類の減少などの変更がなされており、ゲームバランスやスコアシステムなどもかなり見直されている。
ムック本の内容は、ローグの歴史とその派生版（ローグライクゲーム）の紹介、モンスターや武器防具、アイテムの解説などである。